# IGR J11014−6103

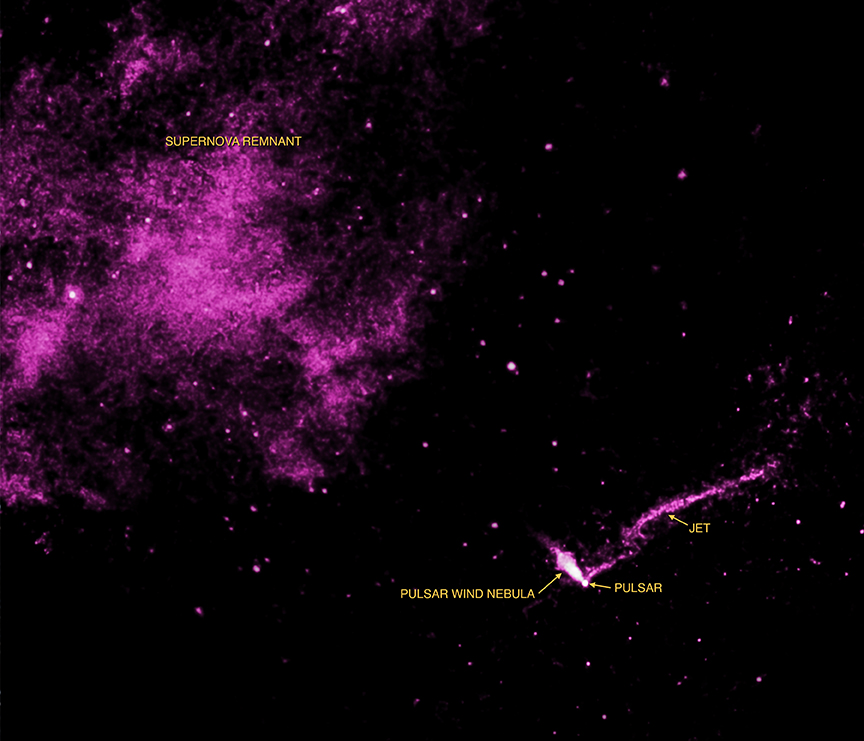
具有起源的超新星殘骸、星雲和噴流的脈衝星IGR J1104−6103。

IGR J11014−6103，也稱為燈塔星雲，是在追蹤銀河系中最長的相對論性噴流的中子星時，發現的一個脈衝星風雲。

## 描述
這個天體由一顆半徑約12公里的中子星組成，其前身是一顆大約在10,000至30,000年前爆發的超新星。爆發踢動了中子星，它現在正以幾乎比所有已知的失控中子星更快的0.3%至0.8%光速在太空中移動。這顆脈衝星現在與原來的超新星位置大約相距60光年。
中子星是相對論螺旋噴流的來源，在X射線中觀測到，但沒有檢測到電波訊號。在複合處理的影像（右）中，中子星脈衝星是點狀體伴隨著的脈衝星風雲尾隨在後約3光年。與脈衝星旋轉軸對齊的噴流，垂直於脈衝星的軌跡，並延伸超過37光年（大約是太陽與毗鄰星距離的9倍）。估計噴流的速度是光速的80%。
該恆星最初被假設為快速旋轉，但後來的測量顯示其自旋速率只有15.9Hz。這種相當緩慢的旋轉和沒有吸積證據的事實表明，噴流既沒有旋轉也沒有吸積的動力。已檢測到反向的噴流（未顯示在圖中），但是它非常微弱，可能是相對論性射束。 噴流長度三分之一的字轉突變起源尚不清楚，但可能是噴流的關閉和重啟，或噴流方向的變化。

## 外部連結
- The long helical jet of the Lighthouse nebula（页面存档备份，存于）
- The Lighthouse nebula（页面存档备份，存于）, NASA: Astronomy Picture of the Day, 2014 February 21
- A lighthouse pulsar Archive.today的存檔，存档日期2014-06-20 (German)